# Jean Paulhan
Jean Paulhan (ur. 2 grudnia 1884 w Nîmes, zm. 9 października 1968 w Boissise-la-Bertrand) – francuski krytyk literacki, eseista i wydawca.

## Życiorys
W latach 1925–1940 i ponownie od 1953 roku był redaktorem naczelnym „La Nouvelle Revue française”. Podczas II wojny światowej działał w ruchu oporu, był jednym z założycieli literackiego organu ruchu oporu Comité national des écrivains i czasopisma literackiego „Les Lettres françaises”.
Był autorem prac krytycznoliterackich poświęconych rozważaniom nad językiem literatury, m.in. Les fleurs de Tarbes z 1941 roku.
Zasiadał w jury konkursu głównego na 14. MFF w Cannes (1961). Od 1963 r. był członkiem Akademii Francuskiej (fotel 6).
Wielki Oficer Legii Honorowej, odznaczony także Medalem Ruchu Oporu oraz Krzyżem Wojennym 1914–1918.

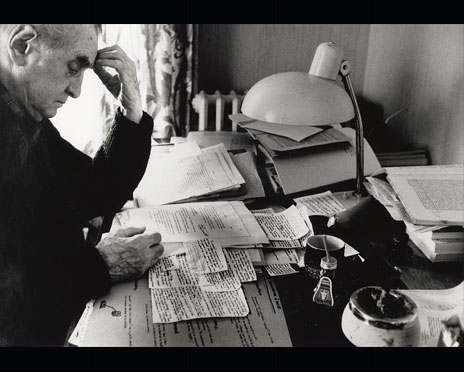
Paulhan (1967)
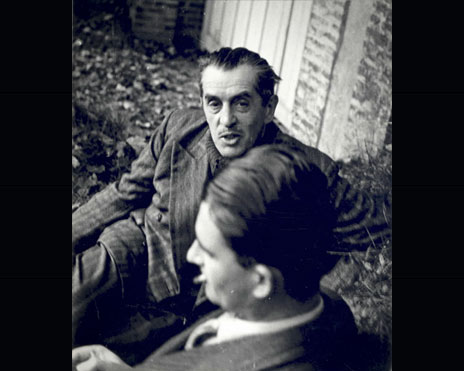
Paulhan i Jean Blanzat (z profilu; 1944)